# 구로사키촌 (이시카와현)
구로사키촌(黒崎村)은 이시카와현 에누마군에 있던 촌이다. 현재의 가가시의 북쪽, 호쿠리쿠 본선 다이쇼지역의 북쪽 방향 동해 연안에 해당한다.

## 역사
- 1889년 4월 1일 - 정촌제 시행에 의해 6개 촌의 구역을 가지고 에누마군 구로사키촌이 성립하였다.
- 1930년 1월 1일 - 하시타테촌에 편입되어, 동일 구로사키촌은 폐지되었다.

## 교통

### 도로
현재는 구촌에 호쿠리쿠 자동차도가 지나가지만, 당시엔 미개통

## 참고문헌
- 角川日本地名大辞典 17 石川県